# PUMA (робот)

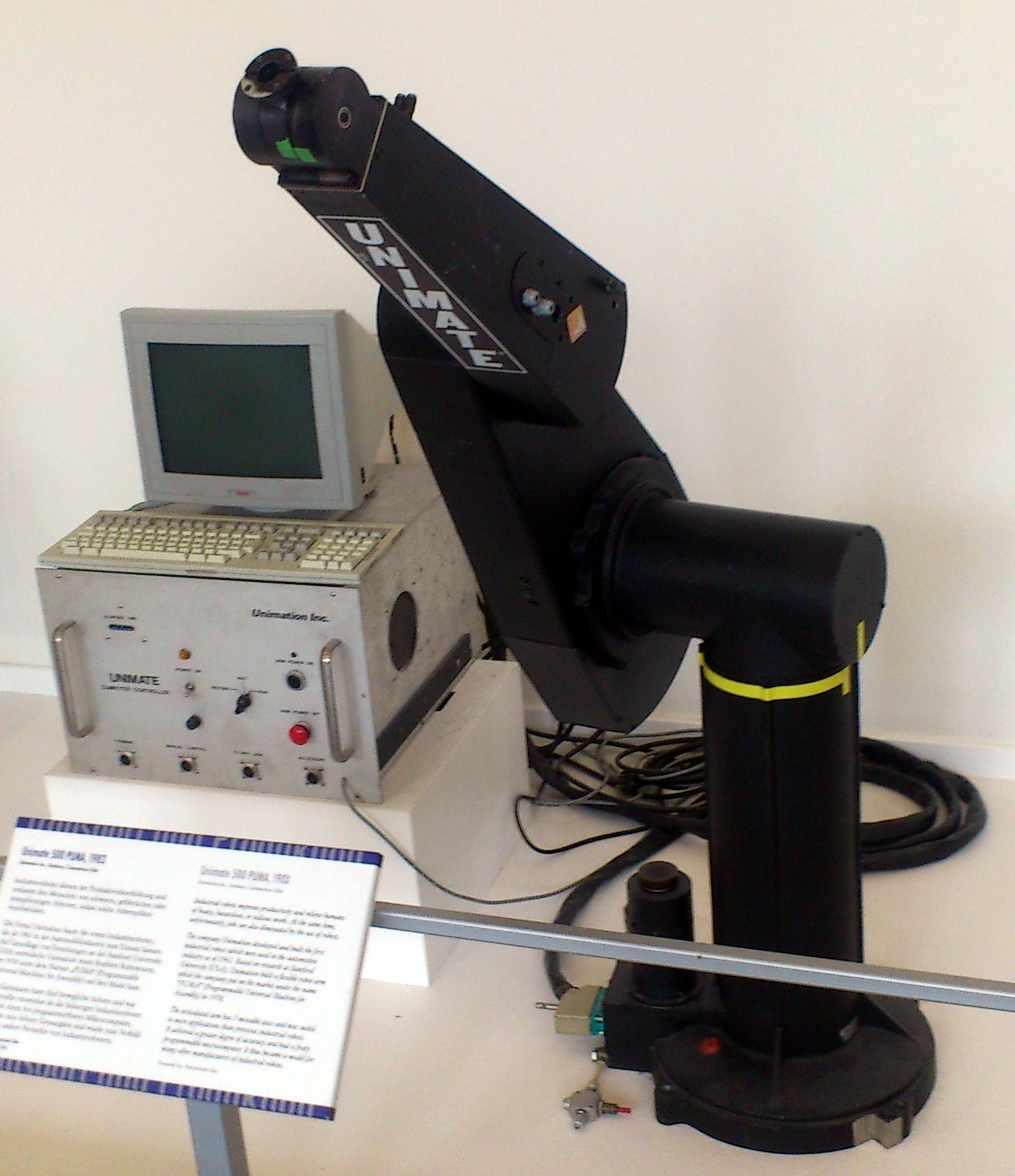
Unimate 500 PUMA (1983) с блоком управления и компьютерным терминалом в Немецком музее достижений естественных наук и техники

PUMA (расшифровывается как Programmable Universal Machine for Assembly или Programmable Universal Manipulation Arm) — промышленный робот-манипулятор, разработанный Виктором Шейнманом из фирмы Unimation — предприятия-пионера в области промышленной робототехники. Первоначально разработанный для General Motors, робот PUMA был основан на ранних проектах Шейнмана, сделанных в Стэнфордском университете.
В конструктивном плане данный промышленный робот характеризуется тем, что его манипулятор обладает шестью степенями свободы, обеспечивающихся исключительно на вращательных соединениях.
Unimation производила эти роботы долгое время, пока не была приобретена компанией Westinghouse примерно в 1980 году, а затем фирмой Stäubli в 1988. Nokia Robotics произвела около 1500 роботов PUMA в течение 1980-х — Puma-560 является наиболее популярной моделью у их клиентов. Также, Nokia Robotics разработала своих роботов, таких как Nokia NS-16 и NRS-15 .
В 1985 году была проведена первая успешная операция с помощью робота PUMA-560 на головном мозге.
В 1990 Nokia продала своё подразделение Nokia Robotics.